# Дальстедт, Хуго
Густав Адольф Хуго Дальстедт (швед. Gustav Adolf Hugo Dahlstedt или швед. Hugo Dahlstedt; 8 февраля 1856 — 2 октября 1934) — шведский ботаник.

## Биография
Хуго Дальстедт родился в Линчёпинге 8 февраля 1856 года.
Дальстедт был ассистентом в Ботаническом саду Бергиуса в 1890—1905 годах, в ботаническом отделе Музея естественной истории в 1890—1915 годах, где был ассистентом в 1915—1925 годах. В 1907 году Густав Адольф Гюго был удостоен звания почётного доктора. Дальстедт занимался изучением растений рода Одуванчик и растений рода Ястребинка. Он внёс значительный вклад в ботанику, описав множество видов семенных растений.
Густав Адольф Хуго Дальстедт умер на острове Лидингё 2 октября 1934 года.

## Почести
Род растений Dahlstedtia семейства Мотыльковые был назван в его честь.